# アウグスト・レッシュ
アウグスト・レッシュ（August Lösch、1906年10月15日 - 1945年5月30日）は、ドイツの国民経済学者。地域科学の元祖とされる。

## 生涯
アウグスト・レッシュは、南ドイツのエーリンゲンに生まれた。ハイデンハイム・アン・デア・ブレンツで育ち、アビトゥーアを取得した後、商業科教育を修了した。フライブルク、キール、ボンの大学で経済学を学び、1932年にボンで博士の学位を得た。ロックフェラー財団の支援を受け、1934年から1935年にかけてと、1936年から1937年にかけて、それぞれ12か月間、アメリカ合衆国に滞在した。その後、ハイデンハイムとボンで研究に従事し、主要著作である『経済立地論 (Die räumliche Ordnung der Wirtschaft)』を1940年に公刊した。同年、キール大学の世界経済研究所(Institut für Weltwirtschaft)研究員に採用された。その1年後には、おもに評価報告書の作成に忙しく従事しながら、研究グループのリーダーも務めていた。レッシュは、この時期にも渡米して、エドワード・アルマンらと交流しており、アルマンを通じて中心地理論が北米に紹介されることになった。1944年10月、研究所は爆撃を逃れて、ラッツェブルク(Ratzeburg)に疎開した。
第二次世界大戦のドイツの敗北の後、程なくして、レッシュは猩紅熱によりラッツェブルクで没した。

## 評価
レッシュは、その優れた学術的能力を発揮して、第三帝国の体制下において居場所となるニッチを作っていたが、それは、彼の自由な精神には反するものであった。レッシュの手帳には、「今や誰もが踊っている、愚か者の奏でる笛に合わせて」（1933年）、「僕はアメリカへ行く…こんな暴力の空気の中では窒息してしまう、息がしたい。自由!」（1934年）、などと記されていた。レッシュの著作は、まったく独自の道を進むものであり、部分的にナチスのイデオロギーにも重なるようなところもあり、ハイデンハイムで1932年に2分冊で出版された『Was ist vom Geburtenrückgang zu halten?』（「出生率低下がもたらすものは何か」の意）には、第一次世界大戦後の人口出生率の低下について人口経済学からこれを「積極的」に捉える解釈が示されている。
1971年、ハイデンハイムで「August-Lösch-Preis für herausragende regionalwissenschaftliche Leistungen」（「優れた地域科学文献のためのアウグスト・レッシュ賞」の意）が制定され、1972年から隔年で賞が授与された。2004年にこの賞はいったん中止となったが、2006年には初めてキール大学に授与された。

## 著作
- Die räumliche Ordnung der Wirtschaft. Eine Untersuchung über Standort, Wirtschaftsgebiete und internationalem Handel. Fischer, Jena 1940
  - 訳書（初訳）：レッシュ, アウグスト 著、篠原泰三 訳『レッシュ経済立地論』農政調査委員会、1968年、622頁。
  - 訳書（新訳）：レッシュ, アウグスト 著、篠原泰三 訳『レッシュ経済立地論』大明堂、1991年、622頁。
- Bevölkerungswellen und Wechsellagen. Fischer, Jena 1936 (Beiträge zur Erforschung der wirtschaftlichen Wechsellagen Aufschwung, Krise, Stockung; Heft 13)
- Was ist vom Geburtenrückgang zu halten? Lösch, Heidenheim 1932